# Sh2-61
Sh2-61 est une petite nébuleuse en émission visible dans la constellation de l'Écu de Sobieski.
Elle est située dans la partie nord de la constellation, à environ 3° au nord de l'étoile α Scuti et à environ 3° à l'ouest de l'étoile β Scuti. Elle ne s'étend que sur 2 minutes d'arc en direction d'une région de la Voie lactée fortement obscurcie par quelques bancs de poussière noire. La période la plus propice à son observation dans le ciel du soir se situe entre juin et novembre. N'étant qu'à 5° de l'équateur céleste, on peut l'observer indistinctement depuis toutes les régions peuplées de la Terre.
Dans le passé cette nébuleuse a souvent été confondue avec une nébuleuse planétaire, au point qu'elle possède également des entrées dans des catalogues entièrement dédiés à ce type d'objet. En réalité, il s'agit d'une petite région H II arrondie, située sur le bord extérieur du bras du Sagittaire à une distance d'environ 2 300 pc (∼7 500 al) du système solaire. Une des rares études qui s'est penchée sur cette nébuleuse précise qu'elle reçoit le rayonnement ionisant de deux étoiles de classe spectrale B, en particulier deux étoiles bleues de séquence principale de classe B2V et B5,5V et de magnitude apparente respectivement égale à 12,78 et 13,94. La même étude donne une valeur de distance d'environ 1 700 pc (∼5 540 al) pour le nuage.